# Craugastor spatulatus
Craugastor spatulatus es una especie de anfibio anuro de la familia Craugastoridae.

## Distribución geográfica
Esta especie es endémica de México. Habita en altitudes de hasta 1800 m en Cuautlapam en el estado de Veracruz y en Vista Hermosa en Sierra Juárez en el estado de Oaxaca.

## Taxonomía
Eleutherodactylus bufonoides se colocó en sinonimia con Eleutherodactylus spatulatus por Lynch en 1970, que luego se colocó en el género Craugastor por Crawford y Smith en 2005.

## Publicación original
- Smith, 1939 : Mexican Herpetological Novelties. Proceedings of the Biological Society of Washington, vol. 52, p. 187-195[5]